# Falcon Lake (Film)
Falcon Lake ist ein Filmdrama von Charlotte Le Bon, das im Mai 2022 bei den Internationalen Filmfestspielen von Cannes seine Premiere feierte. Der Film basiert auf der Graphic Novel Une Soeur von Bastien Vivès.

## Handlung
Es sind Sommerferien im kanadischen Québec, und der 13-jährige Bastien bezieht mit seinem kleinen Bruder und seinen Eltern eine Hütte am Falcon Lake, wo auch Freunde der Familie den Sommer verbringen. Bastien interessiert sich vor allem für Chloé, die Tochter des Freundes Paares seiner Eltern. Er wird gemeinsam mit der 16-Jährigen in ein Zimmer einquartiert. Bastien verliebt sich in Chloé, die seine Liebe teilweise erwidert, aber auch immer wieder Interesse für ältere Jungs hat, die auch an dem See Urlaub machen und sich um Chloé bemühen.
Nachdem Chloé sich mehr für Bastien interessiert, taut dieser etwas mehr auf und traut sich Dinge wie Alkohol zu trinken, zu tanzen und auf Partys zu gehen. Chloé animiert ihn, mehr aus sich rauszukommen und es entsteht eine Art Liebesbeziehung und Freundschaft zwischen den beiden Teenagern. Chloé versucht auch, dass Bastien sich seinen Ängsten stellt, so zeigt sie ihm seine Brüste, wenn er dafür in den Falcon Lake geht, obwohl er kaum schwimmen kann. Bastien tut das und steigt wieder munter aus dem See. Auch mit seiner Angst, von seinen Eltern mal bei der Selbstbefriedigung erwischt zu werden, spielt Chloé. Sie erzählt auch viele Geschichten über Geister und dass in dem See vor einiger Zeit angeblich ein ertrunkener Junge gefunden wurde. Andere Erwachsene im Film sagen aber, dass Chloé sich diese Geschichten alle nur ausdenkt, um Aufmerksamkeit zu bekommen.
Chloé ist eines Abends sehr sauer und erschrocken darüber, dass Bastien den anderen Jungs erzählt hat, er hätte mit ihr geschlafen. Sie ist so enttäuscht darüber, dass sie in der Dunkelheit abhaut. Bastien, der mittlerweile sehr aus sich rausgekommen ist, aber weiterhin sehr ruhig auftritt, fährt ihr mit dem Fahrrad nach.
Beide enden an einer Lagerfeuer-Party, auf der Chloé mit einem anderen Jungen im Wasser flirtet. Als Bastien sieht, dass sie sich sogar küssen, legt er seine Angst vor dem See erneut ab und geht ins Wasser. Dabei legt der Film nahe, dass er ertrinkt. Gezeigt wird dies nicht.
Danach scheinen einige Tage vergangen zu sein, Bastiens Bruder und seine Eltern fahren zum See, wo viele Blumen für Bastien liegen. Während sie um Bastien trauern und aufs Wasser schauen, taucht Bastien hinter ihnen, aus dem Wald kommend, auf. Ehe seine Eltern ihn bemerken, rennt er los zu Chloé, die an einem Steg des Sees, Kilometer entfernt, sitzt und aufs Wasser schaut. Bastien ruft ihren Namen und sie scheint dies hören zu können und dreht sich langsam fast zu ihm um.
Es deutet viel darauf hin, dass Bastien tatsächlich ertrunken ist. Das tatsächliche Ende des Films wird aber offen gelassen. Der Zuschauer weiß nicht, ob Bastien wirklich ums Leben gekommen ist, seinen Tod nur vorgetäuscht hat, ob er aus Liebeskummer in den Wald gerannt ist oder ob er am Ende zu dem Geist geworden ist, von dem Chloé im Film immer wieder redet.

## Literarische Vorlage

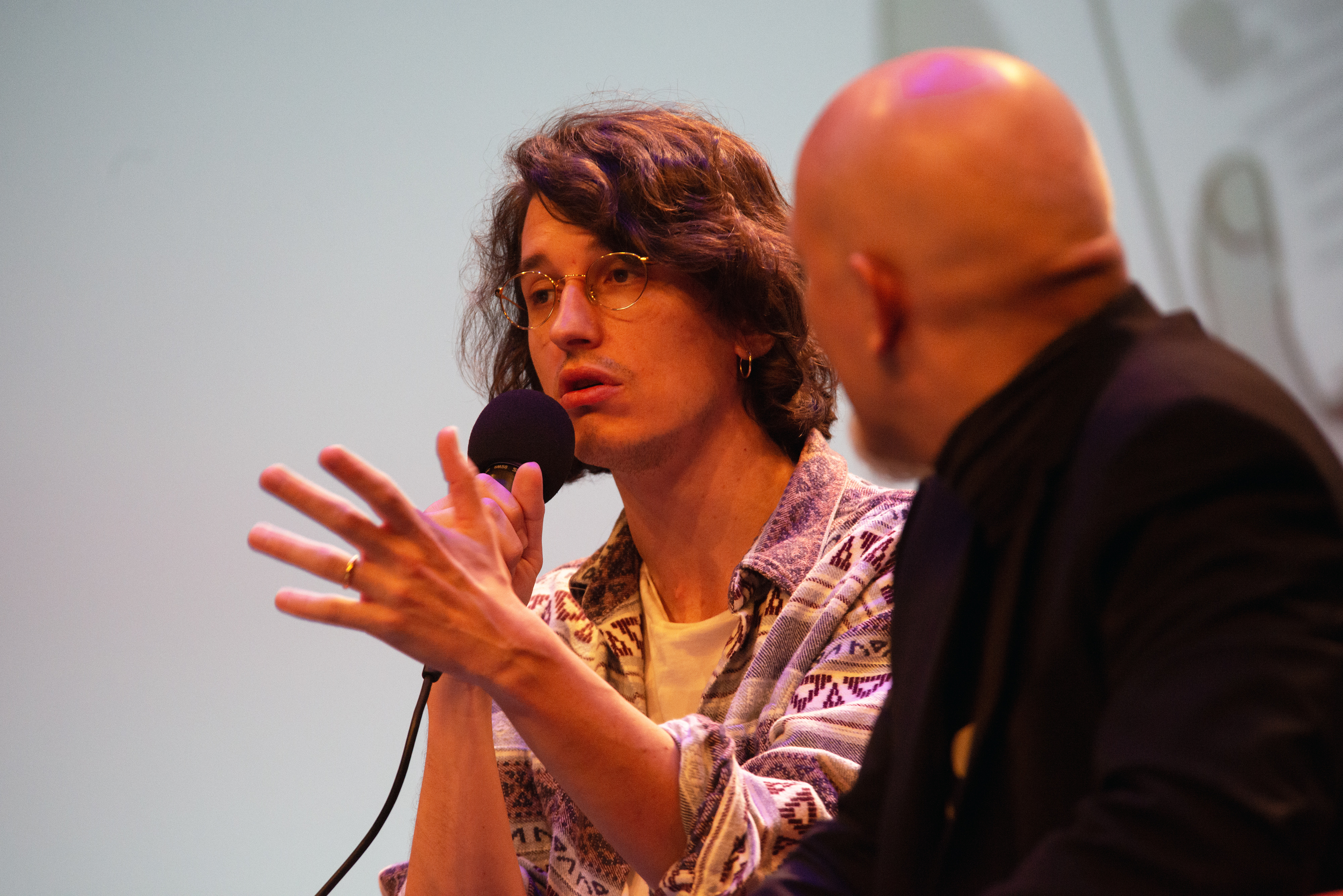
Der Film basiert auf der Graphic Novel Une Soeur von Bastien Vivès

Der Film basiert auf der Graphic Novel Une Soeur von Bastien Vivès aus dem Jahr 2017, die im Deutschen unter dem Titel Eine Schwester veröffentlicht wurde. Darin heißt der gerade 13 Jahre alt gewordene Protagonist Antoine und verbringt die Sommerferien wie jedes Jahr mit seiner Familie am Meer. Die Tochter der Freunde seiner Eltern, die seine sexuelle Begierde weckt, heißt Hélène. Sie trägt Sonnenbrille und enganliegende Kleidung, raucht heimlich, klaut abends beim Weinfest eine halbleere Flasche und lädt den schüchternen Antoine zum heimlichen Mittrinken ein. So ist sie insgesamt viel näher am geheimnisvollen Erwachsenen-Universum als Antoine. Die Handlung erstreckt sich über eine Woche.
Timur Vermes bemerkt in seiner Kritik im Spiegel, die Figuren seien erstklassig. So sei Titi ein nervig-charmanter kleiner Bruder, noch ganz in dem Alter, aus dem Antoine ohne es zu merken gerade herauswächst. Dass sich Antoine so ernsthaft um seinen kleinen Bruder kümmert, sei wiederum der Schlüssel dafür, dass ihn Hélène ernst nimmt. Vivès sei schon immer ein sensationeller Zeichner gewesen, so Vermes, aber so reduziert wie in Une Soeur habe er nicht mal in Polina gearbeitet: „Schwarz-weiß, dazu zweierlei Sorten Grau zur Schattierung, fertig. Hélènes Kopf besteht manchmal nur noch aus drei Linien, und dennoch ist alles da, Körperhaltung, Gefühl, die Blicke, obwohl Vivès oft gar keine Augen zeichnet.“

## Produktion

### Regie und Drehbuch

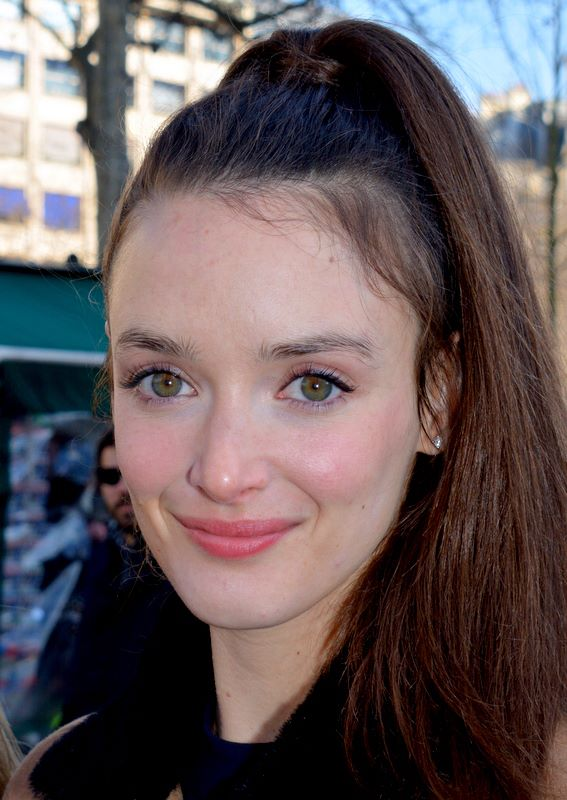
Regisseurin Charlotte Le Bon

Regie führte die kanadische Schauspielerin Charlotte Le Bon, die gemeinsam mit François Choquet auch Vivès' Graphic Novel für den Film adaptierte. Es handelt sich um ihr Regiedebüt bei einem Spielfilm. Le Bon wuchs in Quebec auf, begann im Alter von 16 Jahren mit dem Modeln und verließ Kanada mit 19 Jahren. Nachdem sie 2011 ihren Modelberuf beendet hatte, zog sie nach Paris, wo sie kurz darauf als Wetteransagerin Miss Météo für die Fernsehsendung Le Grand Journal auf Canal+ gecastet wurde. Als Schauspielerin arbeitete sie mit Regisseuren wie Michel Gondry und Jalil Lespert zusammen.
Als Einflüsse für Falcon Lake nannte die Regisseurin My Summer of Love von Paweł Pawlikowski und Call Me by Your Name von Luca Guadagnino, aber auch den Psychothriller Take Shelter von Jeff Nichols. Neben den Änderungen der Namen der Figuren verlegte sie die Geschichte vom Meer an den titelgebende Falcon Lake. Dieser befindet sich östlich von Winnipeg im Whiteshell Provincial Park in der kanadischen Provinz Manitoba.

### Besetzung und Dreharbeiten
Die Nachwuchsschauspieler Joseph Engel und Sara Montpetit spielen in den Hauptrollen Bastien und Chloé. Engel ist Franzose, und es handelt sich um seine vierte Filmrolle. Montpetit debütierte im Jahr 2021 in der Titelrolle in dem Filmdrama Maria Chapdelaine von Sébastien Pilote. In weiteren Rollen sind Monia Chokri als Violette, Arthur Igual als Romain, Karine Gonthier-Hyndman als Louise, Anthony Therrien als Oliver und Thomas Laperriere als Bastiens kleiner Bruder Titi zu sehen.
Die Dreharbeiten wurden am 23. Juli 2021 im Forêt mixte laurentienne in Quebec begonnen, einem Mischwald zwischen den Großen Seen und den Appalachen. Dort drehte man unter anderem am Lake Harrington und nutzte eine Hütte als Kulisse für das Feriendomizil der Familien. Den Sumpf in der Nähe der Hütte ließ man so aussehen, als könne es sich auch um einen See handeln. Die Szenenbildner bauten an der Hütte eine Veranda. Die Aufnahmen wurden nach 26 Drehtagen beendet. Als Kameramann fungierte Kristof Brandl, der zuletzt für A Brixton Tale von Darragh Carey und Bertrand Desrochers tätig war.

### Filmmusik und Veröffentlichung
Die Musik für den Film stammt von Shida Shahabi und Wilhelm Brandl.
Die Premiere von Falcon Lake erfolgte am 22. Mai 2022 bei den Internationalen Filmfestspielen von Cannes, wo der Film in der Quinzaine des réalisateurs gezeigt wurde. Im Jahr 2018 wurde dort auch Le Bons Kurzfilm Judith Hôtel  vorgestellt. Ende Juni 2022 wurde Falcon Lake beim Filmfest München gezeigt und im Juli 2022 beim Neuchâtel International Fantastic Film Festival. Im August 2022 wurde er beim Melbourne International Film Festival vorgestellt und im September 2022 beim Toronto International Film Festival. Ende September 2022 wurde er beim Calgary International Film Festival vorgestellt. Anfang Oktober 2022 wurde er beim Vancouver International Film Festival gezeigt und hiernach beim Chicago International Film Festival, bei der Semana Internacional de Cine de Valladolid und beim Schlingel Film Festival. Ende November, Anfang Dezember 2022 wurde er beim Torino Film Festival vorgestellt. und hiernach beim Red Sea International Film Festival. Anfang März 2023 wurde er beim Miami Film Festival und im Mai 2023 beim Seattle International Film Festival gezeigt. Am 2. Juni 2023 kam der Film in ausgewählte US-Kinos.

## Rezeption

### Kritiken
Von den bei Rotten Tomatoes aufgeführten Kritiken sind 98 Prozent positiv bei einer durchschnittlichen Bewertung mit 7,6 von 10 möglichen Punkten.

### Auszeichnungen
Calgary International Film Festival 2022
- Nominierung im Canadian Narrative Competition
- Nominierung im Emerging Canadian Artist Competition

Canadian Screen Awards 2023
- Nominierung als Bester Spielfilm
- Nominierung für die Beste Regie (Charlotte Le Bon)
- Nominierung für das Beste adaptierte Drehbuch (Charlotte Le Bon)
- Nominierung für die Beste Hauptrolle (Joseph Engel)
- Nominierung für die Beste Nebenrolle (Sara Montpetit)
- Auszeichnung mit dem John Dunning Best First Feature Film Award (Charlotte Le Bon)[24][25]

César 2023
- Nominierung als Bester Debütfilm (Charlotte Le Bon)

Chicago International Film Festival 2022
- Nominierung im New Directors Competition (Charlotte Le Bon)

Festival des amerikanischen Films 2022
- Auszeichnung mit dem Prix d'Ornano-Valenti[26]

Filmfest München 2022
- Nominierung im Wettbewerb Cinevision[11]

Internationale Filmfestspiele von Cannes 2022
- Nominierung für die Caméra d’Or (Charlotte Le Bon)

Jerusalem Film Festival 2022
- Nominierung als Bestes internationales Filmdebüt (Charlotte Le Bon)[27]

Louis-Delluc-Preis 2022
- Auszeichnung als Bestes Filmdebüt[28]

LUCAS – Internationales Festival für junge Filmfans 2022
- Auszeichnung als Bester Spielfilm in der Sektion 13+[29]

Miami Film Festival 2023
- Nominierung für den Jordan Ressler First Feature Award[21]

Semana Internacional de Cine de Valladolid 2022
- Nominierung im Hauptwettbewerb[17]

Vancouver International Film Festival 2022
- Auszeichnung als Beste Nachwuchsregisseurin (Charlotte Le Bon)